# 17169 Татаринов
17169 Татаринов (17169 Tatarinov) — астероїд головного поясу, відкритий 14 липня 1999 року.
Тіссеранів параметр щодо Юпітера — 3,240.